# Sammy (historieta)
Sammy es una serie de Historieta franco-belga creada en Spirou por Berck (dibujante) y Raoul Cauvin (guionista) en 1970, remplazado por Jean-Pol en el dibujo desde 1996. El álbum 40, último de la serie, salió en mayo de 2009 y marcó el fin definitivo de esta serie.
Se desarrolla principalmente en los Estados Unidos. La serie, ambientada en la década de 1930, época de la ley seca y del gangster Al Capone, pone en escena dos Guardaespaldas: Jack Attaway y su segundo, Sammy Day.

## Sinopsis
Estamos en Chicago, en plenos años 30 del siglo XX, la época de la ley seca, de Al Capone, de los políticos corruptos y de los incorruptibles hombres de Eliot Ness.
Sammy Day y su jefe, Jack Attaway, son «gorilas»mercenarios que, por algunos centenares de dólares, ponen su experiencia y sus metralletas al servicio de cualquier cliente, a condición de que pague bien. Las aventuras son locas y llenas de humor negro.

## Personajes

### Sammy Day
Sammy Day es un gorila americano. No demasiado fornido, cuando lo habitual en la profesión es estar hecho un armario, compensa este aparente handicap con un sentido común más agudo que el de su patrón, y una sangre fría a prueba de cualquier cosa.

### Jack Attaway
Jack Attaway es el patrón de la agencia de guardaespaldas. Siempre al borde de la quiebra por falta de clientes, busca cualquier contrato con tal que le ofrezcan dinero para saldar sus deudas. Eso lo pone en situaciones situaciones particularmente peligrosas o francamente absurdas, en las que confía en Sammy para que lo saque del apuro. Es más impulsivo y cínico que Sammy, y su ética a menudo se ve socavada por ofertas tentadoras de clientes potenciales. Aparte de Sammy, la única persona que le importa es su madre, cuyas actividades desconoce por completo.

### Ma Attaway / Miss Kay
Encantadora viejecita al comienzo de la serie, su retorno a Chicago en el álbum 20 la muestra como cabeza de una banda rival a la de Al Capone, al comienzo también implicada en el contrabando de alcohol, pero especializada finalmente en Máquinas tragamonedas. Ella lo dirige bajo el nombre de Miss Kay, y Sammy es el único que conoce su doble identidad.

### Secundarios
- Ma Attaway
- Al Capone
- Eliot Ness
- Los empleados de Jack, gorilas de su agencia que aparecen solamente en los primeros episodios, desaparecen a continuación y dejan su lugar al dúo de héroes, Jack y Sammy.

## Álbumes
Históricamente, el primer álbum de la serie es Dos historias de gorilas (Deux histoires de gorilles), publicado en 1972 en la efímera colección «Okay». Fue también el primero en ser publicado en español, por Sepp-Mundis.
(Álbumes en el orden en que fueron publicados en francés en la serie Sammy. Se destacan los títulos traducidos al español).
1. Bons vieux pour les gorilles (1973). Historieta publicada en España en la revista serial Yo y yo.[3]
2. Rhum row (1973), traducido al español como: El archipiélago del Ron, Timun Mas, 1991 (ISBN 84-7722-815-9), n.º 1 de la colección.
3. El Presidente (1974)
4. Les gorilles marquent des poings et Gorilles et spaghetti (1974)
5. Le Gorille à huit pattes (1975)
6. Les gorilles font les fous (1975), traducido al español como: Los gorilas se hacen los locos, Timun Mas, 1991 (ISBN 8477228175), n.º 2 de la colección.
7. Les Gorilles au pensionnat (1976)
8. Les Gorilles et le roi dollar (1977), traducido al español como: Los gorilas y el rey dólar, Timun Mas, 1992 (ISBN 84-7722-850-7), n.º 3 de la colección.
9. Les Pétroleurs du désert (1977), traducido al español como Los petroleros del desierto Timun Mas, 1992 (ISBN 84-7722-903-1), n.º 4 de la colección.
10. Nuit blanche pour les gorilles (1978)
11. Deux histoires de gorilles (1978), traducido al español como: Dos historias de guardaespaldas, Sepp-Mundis, 1980 (ISBN 8485483464).
12. L'Élixir de jeunesse (1979)
13. Le Grand Frisson (1980)
14. Les gorilles marquent un but (1981)
15. Les Gorilles à Hollywood (1982)
16. Ku-Klux-Klan (1983)
17. Les Bébés flingueurs (1983)
18. Panique au Vatican (1984)
19. En piste, les Gorilles ! (1985)
20. Ma Attaway  (1986), traducido al español como Sammy, mamma mia!, Junior, 1987 (ISBN 84-7419-539-X), Col. "Tope Guay" nº 8.
21. Miss Kay (1986)
22. L'Homme qui venait de l'au-delà|L’Homme qui venait de l’au-delà (1987)
23. La Diva (1987)
24. Du rififi dans les nuages (1988)
25. Le Mandarin (1989)
26. Crash à Wall Street (1989)
27. Les gorilles ont du chien (1990)
28. Cigarettes et Whisky (1991)
29. Des gorilles et des folles (1992)
30. Les gorilles portent jupon (1993)
31. Alcool aux pruneaux (1994)
32. La B.A. des gorilles (1996)
33. Un gorille en cage (1997)
34. Mae West (1998)
35. Les gorilles mènent la danse (1999)
36. Papy Day (2000)
37. Lady “O” (2003)
38. Deux gorilles à Paris (2004)
39. Pépée flingueuse (2005)
40. Boy (2009)

## Anexos

### Documentación
Artículos
- Luc Dellisse, «La Peau des gorilles» (en francés), en Les Cahiers de la bande dessinée número 61, Glénat, 1985, pp. 21-23
- Patrick Gaumer, «Sammy» (en francés), en Larousse de la BD, Larousse, 1984, pp. 699-700

Entrevistas
- Raoul Cauvin (int. Thierry Groensteen), «Entretien avec Cauvin», (en francés) en Les Cahiers de la bande dessinée número 61, Glénat, 1985, pp. 6-14